# Cyklisten
Cyklisten är en teaterföreställning skriven av Mats Kelbye och Peter Perski . Föreställningen är så kallad enmansföreställning, med Peter Perski som den enda skådespelaren, och beskrivs som "en inblick i känslan, besattheten och fenomenet med att cykla".
Teaterföreställningen har ingen koppling till boken med samma namn, skriven av nederländske Tim Krabbé .